# Fédération sénégalaise de football
Pour les articles homonymes, voir FSF.
La Fédération sénégalaise de football (FSF) est une association regroupant les clubs de football du Sénégal et organisant les compétitions nationales et les matchs internationaux de la sélection du Sénégal.

## Histoire
La fédération nationale du Sénégal est fondée en 1960. Elle est affiliée à la FIFA depuis 1964 et est membre de la CAF depuis 1963. 
Depuis 2009 la LSFP a été créée et organise et administre, au nom de la FSF, les championnats de Ligue 1 et de Ligue 2 ainsi que la Coupe de la Ligue de football et le Trophée des champions ainsi que toute autre compétition de son ressort concernant les clubs professionnels.
La LFA organise et administre au nom de la FSF, les championnats de Nationale 1 et Nationale 2, ainsi que le Championnat du Sénégal féminin de football, le Championnat féminin de football de deuxième division et la Coupe du Haut Conseil des Collectivités Territoriales et toute autre compétition de son ressort concernant les clubs amateurs.
La FSF organise et administre la Coupe du Sénégal de football, et la Coupe du Sénégal féminine de football.

Ancien logo.
Logo actuel.

## Équipe nationale
- Équipe du Sénégal de football
- Équipe du Sénégal féminine de football
- Équipe du Sénégal olympique de football
- Équipe du Sénégal des moins de 20 ans de football
- Équipe du Sénégal des moins de 17 ans de football
- Équipe du Sénégal de beach soccer

## Présidents
- Depuis 2025: Abdoulaye Fall[1]
- 2009-2025:  Augustin Senghor[2].
- 2008-2009: Mamadou Diagne Ndiaye (CDN)
- 2004-2008: Mbaye Ndoye[3]
- 2003-2004: Said Fakry
- 2000-2003: El Hadji Malick Sy "Souris"[4]
- 1998-2000: Oumar Seck
- 1995-1998: Aliou Abatalib Guéye
- 1993-1995: Daouda Faye[5]
- 1992-1993: Oumar Ngalla Ndoye
- 1990-1992: El Hadji Malick Sy "Souris"
- 1988-1990: Oumar Seck
- 1986-1988: Youssoupha Ndiaye[6]
- 1980-1986: Abdoulaye Fofana[7]
- 1976-1980: Abdoulaye Bâ " Zeud"
- 1973-1976: Oumar Diallo
- 1969-1973: Babacar Ndir
- 1965-1969: Henri Joseph Diémé[8]
- 1960-1965: Joseph Gomis
- 1960: Maguette Diack